# Donnet-Lévêque Type A
Donnet-Lévêque Type A var en fransktillverkad flygbåt. 
Den konstruerades av Denhaut med en Curtiss flygbåt som förlaga.
Flygbåten var dubbeldäckad med en kvadratiskt formad flygkropp under det undre vingparet. Den undre vingparet, som var fäst i kroppens översida, var betydligt kortare än den övre vingen. Mellan de båda vingarna fanns 12 stöttor som bar upp den övre vingen. Strax under den övre vingen monterades motorn med propellern riktad bakåt, medan piloten satt i en liten sittbrunn framför den undre vingen. Eftersom flygbåten var försedd med en skjutande propeller, fanns i händelse av motorstopp en vev placerad bakom sittbrunnen och kopplad till motorns vevaxel, så att föraren med handkraft åter skulle kunna starta. Om motorstoppet inträffade under flygning, gällde det för föraren att först nödlanda, innan föraren kunde veva för att försöka återstarta motorn. Vid denna tid startades annars motorerna genom att propellern drogs runt för hand, samtidigt som tändningen slogs till. Vingarna var uppbyggda av två rör, där det från det främre röret i vingens framkant till det bakre röret i vingens bakkant monterades böjda rör som gav vingen dess form. Rörkonstruktionen täcktes med spänd duk. På vingspetsarna i det undre vingparet satt en flottör monterad.
9 augusti försökte Jean Louis Conneau flyga från Paris till London, men han havererade redan i Boulogne. Hans flygplan finns i dag utställt vid Musée de l'Air et de l'Espace, Le Bourget. 
År 1913 köpte Danmark två tvåsitsiga Donnet-Lévêque. Den bakre piloten satt mellan de undre vingarna i en sittbrunn utrustad med dubbelkommando. Flygbåtarna användes vid spanings- och skolflygning. 1914 beslutade man sig för att byta ut vingarna mot en egen dansk konstruktion. Flygbåtarna byggdes om vid danska flottans varv i Köpenhamn. En flygbåt totalhavererade strax efter ombyggnaden, medan den andra föll ner från en pir 1915 och skadades så allvarligt att den avfördes från aktiv tjänst. Efter en omfattande renovering finns flygbåten i dag utställd på Teknisk Museum i Helsingör.
Till Sverige inköptes under 1913 två flygbåtar. De kom att benämnas L I och L II.

## L I
Sedan Manfred Björkquist dragit igång insamlingen för att förse Marinen med en pansarbåt avsattes 94 400 kronor från pansarbåtsfonden till Marinen för att bygga upp en luftflotta. Kommendörkapten Ekelund, överstelöjtnant Murray, samt flygarna Olof Dahlbeck och Henrik Hamilton besökte under juni 1913 ett stort antal flygplanstillverkare i Frankrike, Tyskland och England, för att finna lämpliga flygplan/flygbåtar att köpa för fondpengarna. Valet föll slutligen på en Henri Farman HF 23, en Nieuport IVM samt en motorlös Donnet-Lévêque Type A. Flygbåten som var ensitsig levererades från Frankrike under sensommaren 1913. En begagnad 50 hk roterande Gnôme stjärnmotor från flygplanet Nyrop N:o 3 (Aeroplanet Nr. 1.) monterades i flygbåten, och den gavs beteckningen L I. Flygbåten placerades av Marinens Flygväsende vid marinens första flygskola vid kustfästningen Oskar-Fredriksborg nära Vaxholm. Vid första världskrigets utbrott var den baserad vid Märsgarn vid Hårsfjärden, sydväst om Dalarö. Förutom till utbildning användes den även för flygspaning i kustområdet. Till följd av förslitning kasserades den 1916.

## L II

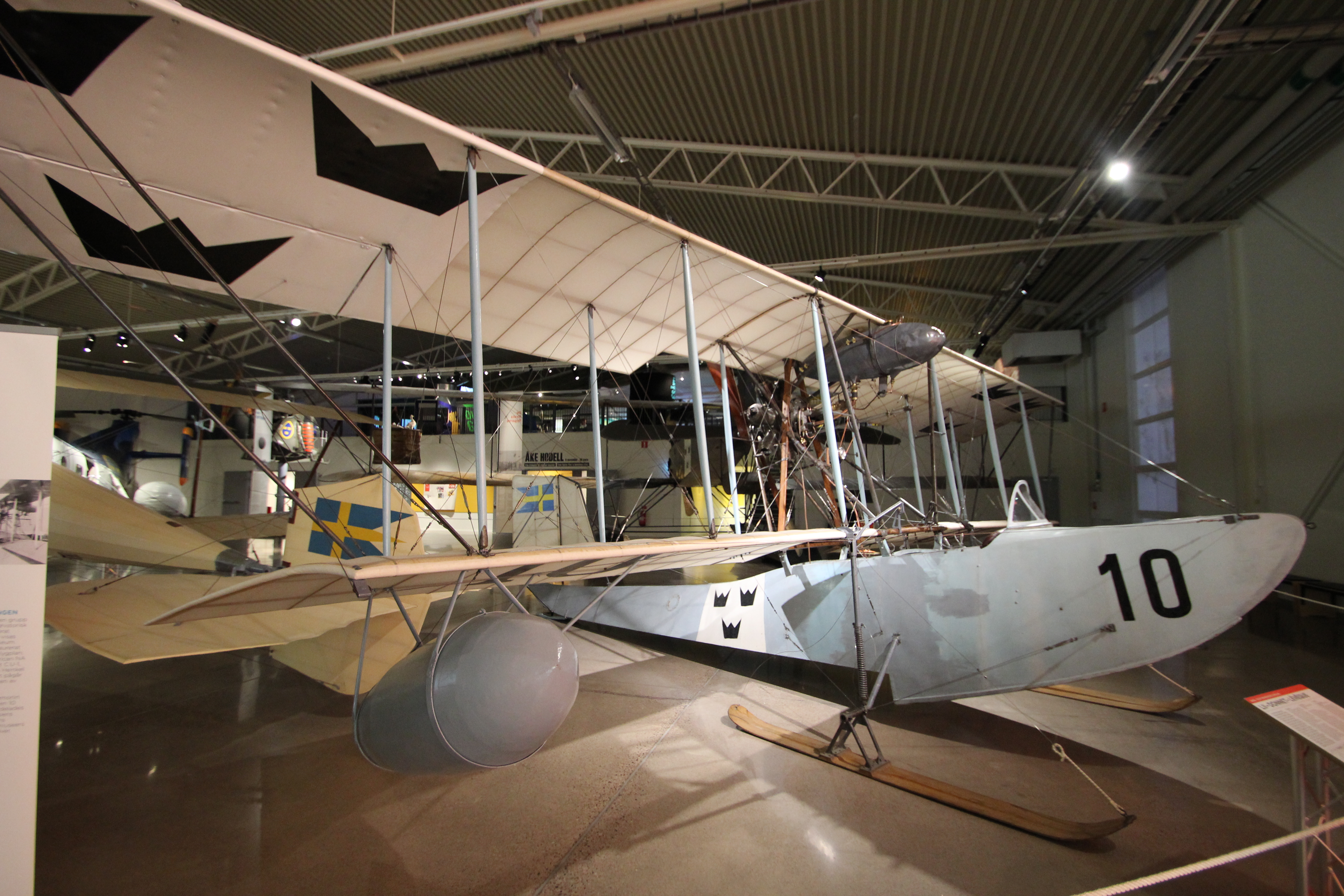
Donnet-Léveque vid Flygvapenmuseum, Linköping.

På sommaren 1913 köpte Skandinaviska Aviatik AB (Carl Cederström) en Donnet-Léveque som döptes till Flygfisken.
Flygbåten användes vid Cederströms flygskola på sjön Roxen. Den kunde även förses med hjullandställ och användas vid flygskolan på Malmen. Flygbåten var tvåsitsig med en roterande Gnôme-motor på 80 hk. På hösten 1913 sålde Cederström flygbåten till Marinen för 10 000 kronor. Flygbåten gavs beteckningen L II och placerades av Marinens flygväsende vid Märsgarn, men fanns senare i Göteborg och slutligen vid marinens flygskola i Karlskrona. Flygbåten togs ur aktiv tjänst hösten 1918 med en total flygtid på 131 timmar. 1919 skänktes flygbåten till Marinmuseet i Stockholm. Flygbåten kom senare att ställas ut vid Tekniska museet, men i december 1997 överlät man flygbåten till Flygvapenmuseum i Malmslätt.